# Under a Billion Suns
Under a Billion Suns — седьмой альбом американской гранж-группы Mudhoney, выпущенный в марте 2006 года. Альбом был записан с участием трёх разных продюсеров — Фила Эка, Джонни Сангстера и Такера Мартина.

## Об альбоме
Звучание Under a Billion Suns всё дальше отошло от гранж-истоков Mudhoney. В некоторых песнях можно услышать звуки саксофона и трубы. Также на нескольких песнях присутствует женский бэк-вокал.
Первые несколько сотен копий, на которые оформили предзаказ, были подписаны группой и шли в комплекте с бонус-диском, на котором присутствовали демозаписи и ремиксы.

## Список композиций
1. «Where Is the Future» — 5:38
2. «It Is Us» — 3:28
3. «I Saw the Light» — 2:23
4. «Endless Yesterday» — 4:02
5. «Empty Shells» — 2:38
6. «Hard-On for War» — 3:57
7. «A Brief Celebration of Indifference» — 2:06
8. «Let’s Drop In» — 4:40
9. «On the Move» — 4:46
10. «In Search Of…» — 5:02
11. «Blindspots» — 5:37